# Sinoinsula
Sinoinsula Zhou & Li, 2013 è un genere di ragni appartenente alla famiglia Salticidae.

## Distribuzione
Le dodici specie sono diffuse in Cina.

## Tassonomia
Questo genere era stato originariamente denominato Insula dai suoi descrittori; pochi mesi dopo la pubblicazione del lavoro di Zhou & Li del 2013 che ne descriveva le caratteristiche, ne è stato cambiato il nome in quello attuale in quanto Insula Kunkel, 1910 già designava un genere di crostacei anfipodi della famiglia Hyalidae.
Non sono stati esaminati esemplari di questo genere dal 2020.
Attualmente, a gennaio 2022, si compone di 12 specie:
- Sinoinsula curva Zhou & Li, 2013 — Cina
- Sinoinsula hebetata Zhou & Li, 2013[2] — Cina
- Sinoinsula limuensis Zhou & Li, 2013 — Cina
- Sinoinsula longa Zhou & Li, 2013 — Cina
- Sinoinsula maculata Peng & Kim, 1997 — Cina (Hainan)
- Sinoinsula minuta Zhou & Li, 2013 — Cina
- Sinoinsula nigricula Zhou & Li, 2013 — Cina
- Sinoinsula ramosa Zhou & Li, 2013 — Cina
- Sinoinsula scutata Zhou & Li, 2013 — Cina
- Sinoinsula squamata Zhou & Li, 2013 — Cina
- Sinoinsula tumida Zhou & Li, 2013 — Cina
- Sinoinsula uncinata Zhou & Li, 2013 — Cina